# Ernst Ludwig Schweitzer
Ernst Ludwig Schweitzer (* 15. November 1799 in Witznitz bei Borna; † 1. Februar 1846 in Weimar) war ein deutscher Pädagoge, Theologe und Schulrat.

## Leben und Wirken

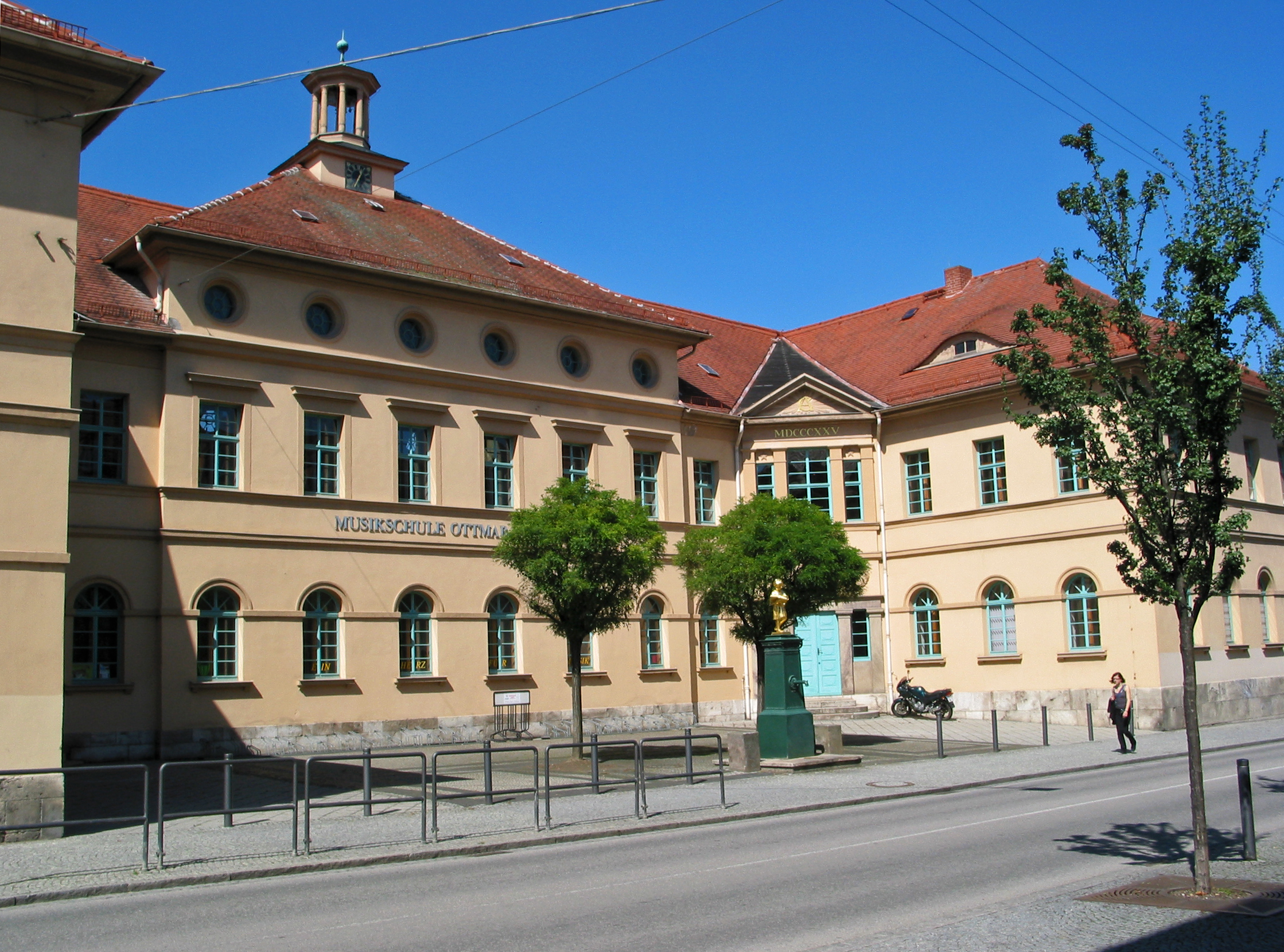
Die einstige Bürgerschule Weimar, Wirkungsstätte Ernst Ludwig Schweitzers

Schweitzer war Sohn eines Dorfpfarrers. Im Jahre 1812 besuchte er die Fürstenschule Grimma. Er wurde 1818 an der Universität Leipzig immatrikuliert. Nach seinem Studium wurde er Lehrer in Leipzig. Veranlasst durch den Konsistorialrat und Generalsuperintendenten Johann Friedrich Röhr, seinen Schwiegervater, wurde Schweitzer in Weimar als erster Direktor der dortigen Bürgerschule berufen. Zugleich war er Rektor des Weimarer Lehrerseminars. 
Als Pädagoge und Autor von Lesebüchern und als Herausgeber des Magazins für den deutschen Volksschullehrer, das er von 1832 bis 1844 herausgab, galt Schweitzer als eine Autorität. Er wurde in seiner Pädagogik von Johann Heinrich Pestalozzi und Friedrich Adolph Wilhelm Diesterweg beeinflusst. Das äußerte sich in Schweitzers Betonung der Naturkunde und dem Anschauungsunterricht in seinem Lehrplan. Er wirkte gegen die Benachteiligung der Bildungsmöglichkeiten der Mädchen. Schweitzer schrieb eine Autobiographie, die Diesterweg wiederum in seine Schrift Das pädagogische Deutschland von 1835 aufnahm.
Ernst Ludwig Schweitzer starb am 1. Februar 1846 im Alter von 46 Jahren in Weimar. Sein Grab befindet sich auf dem dortigen Historischen Friedhof an der südlichen Mittelmauer.

## Werke (Auswahl)
- Methodik für Elementarlehrer oder Wegweiser auf den Unterrichtsfeldern der Volksschule. Verlag Immanuel Webel, Zeitz 1833.
- Ueber die Schwierigkeiten, mit welchen die Disziplin in den Volksschulen unsrer Zeit zu kämpfen hat. Eine Einladungsschrift zur Osterprüfung 1836 in der Bürgerschule zu Weimar. Verlag Albrecht, Weimar 1836.
- Ueber das Ueberhandnehmen der Unehrlichkeit unter der Jugend dieser Zeit. Eine Einladungsschrift zur Osterprüfung in hiesiger Bürgerschule 1839. Verlag Albrecht, Weimar 1839.
- Sammlung pädagogischer Abhandlungen. Druck und Verlag von Johann Karl Gottfried Wagner, Neustadt a. d. Orla 1842.
- Die Nachtheile des Ueberfrühens bei der Erziehung der Jugend. Eine Einladungsschrift zur Osterprüfung der beiden hiesigen Bürgerschulen 1845.  Verlag Albrecht, Weimar 1845.
- Predigten aus dem Nachlasse M. Ernst Ludwig Schweitzer’s, gewes. Großherzogl. Sächs. Schulrathes, Seminar-Inspektors und Bürgerschulen-Direktors zu Weimar / Herausgegeben von D. Johann Friedrich Röhr. Mit einem Vorworte und lebensgeschichtlichen Nachtrage desselben, Wilhelm Hoffmann, Weimar 1846.